# Satz von Bloch
Der Satz von Bloch ist eine Aussage der Funktionentheorie, die 1925 von dem französischen Mathematiker André Bloch bewiesen wurde. Der Satz gibt eine Grenze für die Komplexität des Bildgebiets holomorpher Funktionen an.

## Motivation
Es sei {\displaystyle G\subseteq \mathbb {C} } ein Gebiet. Dann ist eine nicht-konstante holomorphe Funktion {\displaystyle f\colon G\rightarrow \mathbb {C} } eine offene Abbildung, was bedeutet, dass für jeden Bildpunkt eine Kreisscheibe existiert, die im Bild {\displaystyle f(G)} liegt. Der Satz von Bloch verschärft diese Aussage dahingehend, dass (bis auf Normierung) unabhängig von der Funktion eine Kreisscheibe bestimmter Größe im Bildgebiet liegt.

## Aussage
Wenn {\displaystyle \mathbb {E} =\left\{z\in \mathbb {C} \mid |z|<1\right\}} die Einheitskreisscheibe und {\displaystyle f\colon {\overline {\mathbb {E} }}\rightarrow \mathbb {C} } eine holomorphe Funktion mit {\displaystyle f^{\prime }(0)=1} ist, dann enthält das Bildgebiet {\displaystyle f(\mathbb {E} )} eine Kreisscheibe vom Radius {\displaystyle r>{\tfrac {1}{12}}.}

## Konsequenzen
- Es sei {\displaystyle G\subseteq \mathbb {C} } ein Gebiet und {\displaystyle f\colon G\rightarrow \mathbb {C} } holomorph mit {\displaystyle f^{\prime }(c)\neq 0} für ein {\displaystyle c\in G}. Dann enthält {\displaystyle f(G)} eine Kreisscheibe vom Radius {\displaystyle {\tfrac {1}{12}}\,\rho \,f^{\prime }(c)} mit {\displaystyle \rho <\operatorname {dist} (c,\partial G).}
- Eine nicht-konstante ganze (auf ganz {\displaystyle \mathbb {C} } holomorphe) Funktion enthält Kreisscheiben beliebig großer Radien. Die Mittelpunkte der Kreise sind aber je nach Radius verschieden, es wird also nicht immer ganz {\displaystyle \mathbb {C} } überdeckt, zum Beispiel ist {\displaystyle \exp(\mathbb {C} )=\mathbb {C} \setminus \{0\}.}
- Der Kleine Satz von Picard lässt sich mit Hilfe des Satzes von Bloch beweisen, wenn man nicht auf die Ergebnisse der Uniformisierungstheorie zurückgreifen will.

## Landausche Konstante
Der Satz von Bloch gibt eine untere Schranke für den Radius {\displaystyle r} an. Es stellt sich die Frage nach der optimalen Konstante, also danach, welches die größte Kreisscheibe ist, die in jedem Fall Platz findet. Dazu sei für {\displaystyle f\colon {\overline {\mathbb {E} }}\rightarrow \mathbb {C} } das Supremum aller möglichen Radien von Kreisscheiben, die in {\displaystyle f(\mathbb {E} )} Platz finden, definiert:
{\displaystyle \ell (f)=\sup \left\{r\in \mathbb {R} ^{+}\mid \exists \,w\in f(\mathbb {E} ){\text{ so, dass }}B(w,r)\subseteq f(\mathbb {E} )\right\}.}
Die landausche Konstante {\displaystyle {\mathfrak {L}}} ist dann definiert als
{\displaystyle {\mathfrak {L}}=\inf \left\{\ell (f)\mid f\colon {\overline {\mathbb {E} }}\rightarrow \mathbb {C} {\text{ holomorph mit }}f^{\prime }(0)=1\right\}.}
Die genaue Größe der Konstante ist nicht bekannt, jedoch gibt es die folgenden Abschätzungen:
{\displaystyle {\frac {1}{2}}+10^{-335}<{\mathfrak {L}}\leq {\frac {\Gamma (1/3)\cdot \Gamma (5/6)}{\Gamma (1/6)}}=0{,}54325\ 89653\ 42976\ 70695\ \dots }     (Folge A081760 in OEIS),
wobei {\displaystyle \Gamma } die Eulersche Gammafunktion bezeichnet.
Die obere Grenze fanden Raphael Robinson 1937 (unveröffentlicht) und Hans Rademacher 1942, der auch vermutete, dass die obere Schranke dem tatsächlichen Wert der landauschen Konstante entspricht. Diese Vermutung ist bis heute ein offenes Problem.

## Blochsche Konstante
Die Bedingung {\displaystyle f^{\prime }(0)=1} im Satz von Bloch impliziert gemäß dem Satz über implizite Funktionen, dass ein nicht näher bestimmtes Gebiet sogar biholomorph auf sein Bild abgebildet wird. Deshalb ist es naheliegend, die gleiche Fragestellung mit der zusätzlichen Bedingung, die im Bildgebiet Platz findende Kreisscheibe müsse biholomorphes Bild eines Gebietes sein, ebenfalls zu untersuchen. 
Bloch selbst erzielte die Abschätzung {\displaystyle r>{\tfrac {1}{72}}.}
Es sei für {\displaystyle f\colon {\overline {\mathbb {E} }}\rightarrow \mathbb {C} } das Supremum aller möglichen Radien von Kreisscheiben in {\displaystyle f(\mathbb {E} )}, die biholomorphes Bild eines Teilgebietes von {\displaystyle \mathbb {E} } sind, definiert:
{\displaystyle b(f)=\sup \left\{r\in \mathbb {R} ^{+}\mid \exists \,S\subseteq \mathbb {E} ,w\in f(\mathbb {E} )\colon f(S)=B(w,r){\text{ und }}f|_{S}{\text{ biholomorph}}\right\}.}
Die blochsche Konstante {\displaystyle {\mathfrak {B}}} ist dann definiert als
{\displaystyle {\mathfrak {B}}=\inf \left\{b(f)\mid f\colon {\overline {\mathbb {E} }}\rightarrow \mathbb {C} {\text{ holomorph mit }}f^{\prime }(0)=1\right\}.}
Der genaue Wert der blochschen Konstante ist ebenfalls nicht bekannt, gefunden wurden bisher die Abschätzungen
{\displaystyle {\frac {\sqrt {3}}{4}}+2\cdot 10^{-4}<{\mathfrak {B}}\leq {\frac {\Gamma (1/3)\cdot \Gamma (11/12)}{\Gamma (1/4)\cdot {\sqrt {1+{\sqrt {3}}}}}}={\frac {\pi }{12^{3/8}\varpi }}=0{,}47186\ 16534\ 52681\ 78487\ \dots }     (Folge A085508 in OEIS),
wobei {\displaystyle \varpi } die lemniskatische Konstante bezeichnet.
Die obere Grenze fanden L. V. Ahlfors und H. Grunsky 1937. Sie vermuteten zudem, dass diese Grenze dem tatsächlichen Wert der blochschen Konstante entspricht. Auch diese Vermutung konnte bisher nicht bewiesen werden.